# Мортон, Стерлинг
Стерлинг Мортон (англ. Julius Sterling Morton, 22 апреля 1832 — 27 апреля 1902) — американский ботаник, фермер, министр сельского хозяйства США, политик, член Демократической партии.

## Биография
Стерлинг Мортон родился в городе Адамс 22 апреля 1832 года.
Его семья мигрировала на запад. Мортон был воспитан в Детройте и учился в Мичиганском университете.
После получения диплома в 1854 году Стерлинг Мортон переехал со своей невестой в Небраску, в городок Небраска-Сити. Там он редактировал газету, стал успешным фермером и принимал активное участие в территориальной политике, а в 1872 году основал День посадки деревьев — праздник, который быстро распространился по всем США и всему миру. С 5 декабря 1858 года по 2 мая 1859 года и с 24 февраля по 6 марта 1861 года был исполняющим обязанности губернатора территории Небраска.
С 1893 по 1897 год Мортон был министром сельского хозяйства США.
Стерлинг Мортон умер 27 апреля 1902 года.

## Научная деятельность
Стерлинг Мортон специализировался на семенных растениях.

## Публикации
- The Conservationist[5].